# Armeniens statliga konstakademi

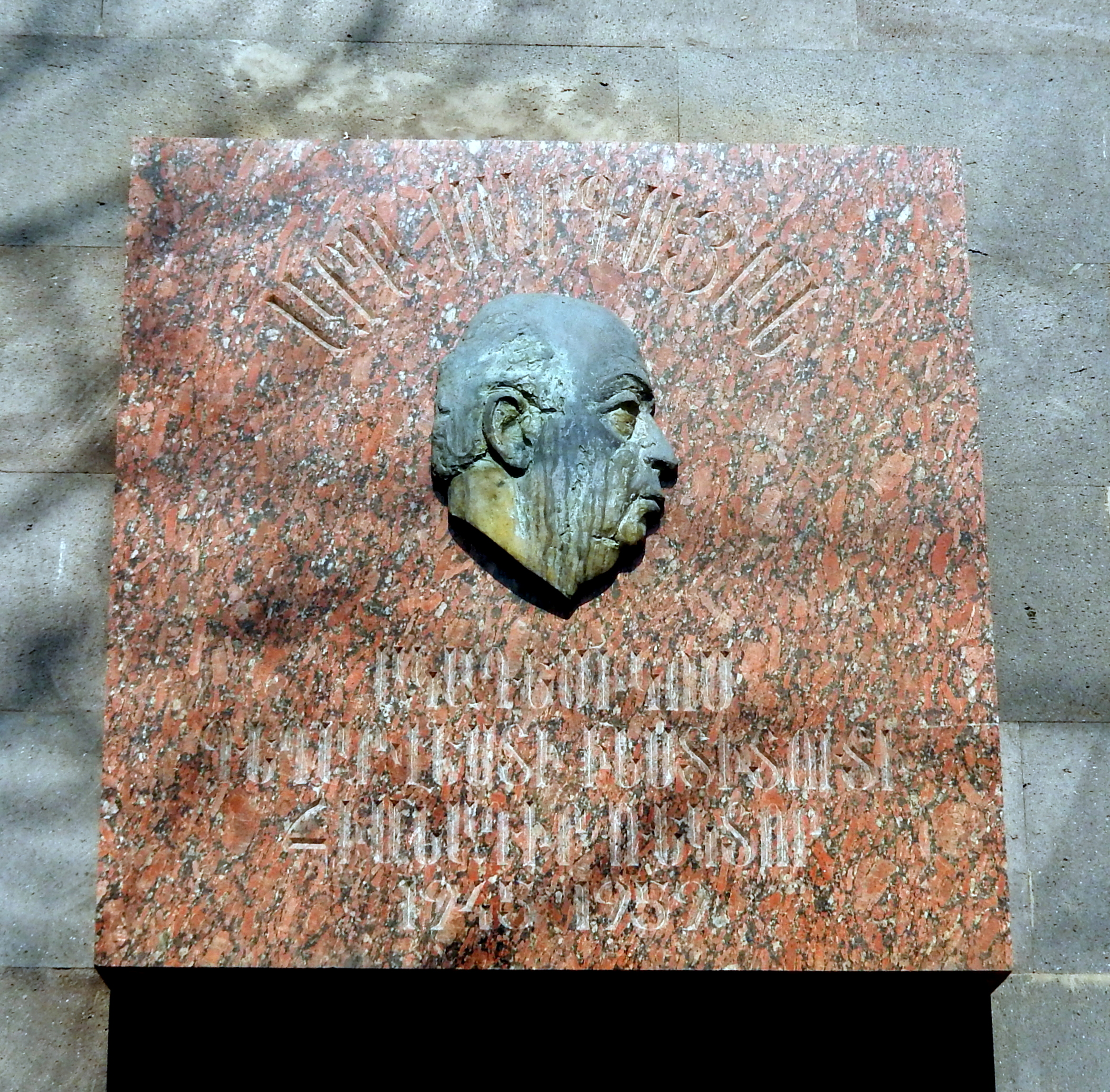
Plakett över Ara Sargsian vid Isahakjangatan

Armeniens statliga konstakademi (armeniska: Հայաստանի գեղարվեստի պետական ակադեմիա), är en statlig armenisk högskola i Jerevan. Den grundades 1946 och administrerades tillsammans med Jerevans statliga institut för teater och film till 1994, då den blev självständig.
Akademien organiserades i två avdelningar: målning under Martiros Sarian och skulptur under Ara Sargsjan. År 1955 inrättades en keramikavdelning med Hripsime Simonyan som första chef. År 1963 inrättades en formgivningsavdelning. År 1994 delades de samadministrerade högskolorna för konst och teater upp. Konstinstitutet blev kvar i den tidigare byggnaden vid Isahakjangatan. 
År 2000 döptes skolan om till Jerevans konstakademi, för att 2017 namnändras till Armeniens statliga konstakademi. 
Akademien öppnade en filial i Gyumri 1997 och en andra filial i Dilijan 1999.

## Rektorer
- Ara Sargsjan 1945—1959
- Martin Tjarjan 1959—1974
- Vahagn Mkrtcjyan 1974—1994
- Aram Isabekjan 1994